# Недялков, Аркадий Демьянович
Арка́дий Демья́нович Недя́лков (1923, Ташкент — 1982, Москва) — советский писатель-натуралист, ловец змей, биолог, генетик.

## Биография
Аркадий Недялков родился в 1923 г. в Ташкенте. Участник Великой Отечественной войны. Окончил ТСХА, кандидат сельскохозяйственных наук. Впоследствии переквалифицировался в ловца змей. Автор книг о работе змеелова. Преподавал в Московском государственном заочном педагогическом институте.

## Книги
- «В сантиметре от смерти». Гослитиздат УзССР, Ташкент, 1962 г.
- «Ловцы змей». «Знание», Москва, 1967 г.
- «Опасные тропы натуралиста. Записки ловца змей». («Мысль», 1970 г.).
- «Натуралист в поиске». («Мысль», 1977 г.).

### «Опасные тропы натуралиста»
Книга «Опасные тропы натуралиста» автобиографична. Молодому биохимику для эксперимента понадобился фермент фосфодиэстераза, который можно выделить из яда гюрзы. Приобретение яда за границей стоило чрезвычайно дорого, и герпетолог, с которым встретился главный герой книги, предложил ему принять участие в экспедиции, отправлявшейся на отлов змей. В книге автор много рассказывает о змеях, особенностях их поведения, связанных с ними предрассудках и о необходимости охранять змей, в том числе и ядовитых.
В конечном счёте бывший биохимик стал профессиональным ловцом змей. О его дальнейшей работе повествует книга «Натуралист в поиске». Согласно другим сведениям Недялков продолжал заниматься генетикой, а змей ловил в свободное от основной работы время.

## Критика
Книги А. Д. Недялкова подвергались критике за пропаганду утилитарного отношения к природе. Доктор биологических наук, профессор Владимир Евгеньевич Флинт писал:
Сравните Недялкова с Дарреллом и все встанет на своё место. Один ловит животных для сугубо утилитарных целей, ничуть не заботясь о сохранности живой природы, создавая «экологические дыры», другой - отлавливает животных, создает в своем зоопарке для них надлежащие условия, выращивает приплод и возвращает в дикую природу. Оба делают это не бесплатно. Но каково различие в делах обоих!

## Награды
- Орден Отечественной войны I степени[1].